# Viktoria Orsi Toth
Viktoria Orsi Toth est une joueuse italienne de volley-ball née le 14 août 1990 à Budapest (Hongrie). Elle mesure 1,88 m et joue au poste de réceptionneuse-attaquante.

## Clubs
| Club                    | Pays   | De        | À         |
| ----------------------- | ------ | --------- | --------- |
| Santeramo Sport         | Italie | 2005-2006 | 2005-2006 |
| Club Italia             | Italie | 2006-2007 | 2006-2007 |
| Jogging Volley Altamura | Italie | 2007-2008 | 2007-2008 |
| Santeramo Sport         | Italie | 2008-2009 | 2009-2010 |
| Asti Volley             | Italie | 2010-2011 | …         |

## Palmarès
- Championnat d'Europe des moins de 20 ans
  - Vainqueur : 2008.